# Sõrve
Sõrve är en by i nordvästra Estland. Den ligger i Harku kommun och landskapet Harjumaa. Sõrve ligger 36 meter över havet och antalet invånare är 238.
Runt Sõrve är det ganska glesbefolkat, med 40 invånare per kvadratkilometer. Närmaste större samhälle är Tallinn, 17 km öster om Sõrve. I omgivningarna runt Sõrve växer i huvudsak blandskog.
Inlandsklimat råder i trakten. Årsmedeltemperaturen i trakten är 3 °C. Den varmaste månaden är juli, då medeltemperaturen är 17 °C, och den kallaste är januari, med −11 °C.